# Fagyos szegfű
A fagyos szegfű (Dianthus glacialis subsp. gelidus) egy ritka növény, amely önálló fajként (Dianthus gelidus) szerepel a Heinrich Wilhelm Schott, Carl Fredrik Nyman és Theodor Kotschy által írt Analecta Botanica című műben, azonban Thomas Gaskell Tutin 1963-ban tett megállapítása óta a Dianthus glacialis szegfűfaj egyik alfajának tekintik.

## Előfordulása
Endemikus növény a Keleti- és a Déli-Kárpátok magashegységi zónájában. A Keleti-Kárpátokban a Cibles, a Radnai-havasok, a Kelemen-havasok, a Nagykőhavas és a Királykő területéről ismert, a Déli-Kárpátokon belül pedig a Fogarasi-havasokban, a Bucsecs-hegységben és a Páring-hegységben fordul elő.
Füves, sziklás helyeken nő hegygerincek, völgyek mentén.
A Silene acaulis – Minuartietum sedoidis növénytársulásban található meg például a párnás habszegfű (Silene acaulis), a törpe lúdhúr (Minuartia sedoides) vagy a Festuca bucegiensis társaságában.

## Jellemzői
Apró, 3–4 cm magas, évelő növény. Levélzetét 1–3 pár, széles levél adja. Virágjának sziromlevelei rózsaszínűek, hátsó oldalukon zöldesek. Júliusban és augusztusban virágzik.

## Endemizmusának kialakulása
Feltehetőleg a jégkorszak után a Dianthus shinensis terjeszkedni kezdett Altájtól, ahogy a jégtakaró elhúzódott északra - ezen folyamat után Mandzsúriától - mégpedig dominánsan nyugat felé. Az sem lehetetlen, hogy a Vöröstoronyi-szorosnál tört át a fent említett génáramlás. A levélalak alapján Brassó környékén "levált" a génáramlási folyamatból a Dianthus callizonus (nevezetes Királykői endemizmus), a magasabb hegyeken (mert a Királykő alig érinti a 2000 m-t) pedig levált a Dianthus gelidus. A folyamat tovább zajlott, és a Rodope, Dinaridák irányában is váltak le kisfajok, keletkező ún. faj-agglomerátumok. Bizonyíték erre a nyugat Alpokban élő Dianthus alpinus. Annak egyes alakkörei levélmorfológia alapján - esetleg - bizonyíthatják ezt az állítást.[forrás?]